# Zona paleàrtica
La regió paleàrtica o paleàrtic és una de les vuit ecozones en què es divideix la superfície de la Terra. És la de major extensió.
El paleàrtic inclou Europa, la part d'Àsia que queda al nord de l'Himàlaia, el nord d'Àfrica i la zona nord i central de la península aràbiga.
Aquesta denominació s'utilitza extensament en ecologia, botànica, zoologia i biogeografia. Els biomes presents en aquesta regió són: la tundra, els boscs de coníferes, la selva caducifòlia, les rouredes, els prats i els deserts.